# Eiskunstlauf-Weltmeisterschaften 1934

Menükarte des Abschlussbanketts der WM, mit Unterschriften einiger Teilnehmer

Die 32. Eiskunstlauf-Weltmeisterschaften fanden für die Herrenkonkurrenz vom 16. bis 18. Februar 1934 in Stockholm (Schweden), für die Damenkonkurrenz am 10. und 11. Februar 1934 in Oslo (Norwegen) und für die Paarkonkurrenz am 23. Februar 1934 in Helsinki (Finnland) statt.

## Ergebnisse

### Herren
| Platz | Sportler        | Land                   |
| ----- | --------------- | ---------------------- |
| 1     | Karl Schäfer    | Österreich             |
| 2     | Ernst Baier     | Deutsches Reich        |
| 3     | Erich Erdös     | Österreich             |
| 4     | Marcus Nikkanen | Finnland               |
| 5     | Dénes Pataky    | Ungarn                 |
| 6     | Graham Sharp    | Vereinigtes Königreich |
| 7     | Elemér Terták   | Ungarn                 |
| 8     | Gail Borden     | Vereinigte Staaten     |

Punktrichter waren:
- H. J. Clarke  Vereinigtes Königreich
- H. Günauer  Österreich
- A. Von Jarmy  Ungarn
- Walter Jakobsson  Finnland
- Z. Johansen  Norwegen
- W. Kuchar  Polen
- Artur Vieregg  Deutsches Reich

### Damen
| Platz | Sportlerin         | Land                   |
| ----- | ------------------ | ---------------------- |
| 1     | Sonja Henie        | Norwegen               |
| 2     | Megan Taylor       | Vereinigtes Königreich |
| 3     | Liselotte Landbeck | Österreich             |
| 4     | Vivi-Anne Hultén   | Schweden               |
| 5     | Maribel Vinson     | Vereinigte Staaten     |
| 6     | Grete Lainer       | Österreich             |
| 7     | Maxi Herber        | Deutsches Reich        |
| 8     | Nanna Egedius      | Norwegen               |
| 9     | Mollie Phillips    | Vereinigtes Königreich |
| 10    | Erna Andersen      | Norwegen               |
| 11    | Edith Michaelis    | Deutsches Reich        |
| 12    | Ester Bornstein    | Dänemark               |
| 13    | Randi Gulliksen    | Norwegen               |

Punktrichter waren:
- H. Günauer  Österreich
- A. von Jarmy  Ungarn
- R. Lund  Norwegen
- Ch. Sabouret  Frankreich
- Per Thorén  Schweden
- Artur Vieregg  Deutsches Reich
- C. L. Wilson  Vereinigtes Königreich

### Paare
| Platz | Sportler                           | Land            |
| ----- | ---------------------------------- | --------------- |
| 1     | Emília Rotter / László Szollás     | Ungarn          |
| 2     | Idi Papez / Karl Zwack             | Österreich      |
| 3     | Maxi Herber / Ernst Baier          | Deutsches Reich |
| 4     | Zofia Bilorówna / Tadeusz Kovalsky | Polen           |
| 5     | Randi Bakke / Christen Christensen | Norwegen        |
| 6     | Margit Josephson / Anders Palm     | Schweden        |

Punktrichter waren:
- A. von Jarmy  Ungarn
- W. Kuchar  Polen
- T. Mothander  Schweden
- Th. Schjöll  Norwegen
- H. Bardy  Finnland
- Artur Vieregg  Deutsches Reich
- H. Günauer  Österreich

## Medaillenspiegel
| Platz | Land                   | Gold | Silber | Bronze | Gesamt |
| ----- | ---------------------- | ---- | ------ | ------ | ------ |
| 1     | Österreich             | 1    | 1      | 2      | 4      |
| 2     | Norwegen               | 1    | –      | –      | 1      |
| 2     | Ungarn                 | 1    | –      | –      | 1      |
| 4     | Deutsches Reich        | –    | 1      | 1      | 2      |
| 5     | Vereinigtes Königreich | –    | 1      | –      | 1      |